# Нижня Мактама
Нижня Мактама — селище міського типу в Альметьєвському районі Республіки Татарстан Росії, входить до поліцентричну агломерацію Альметьєвськ-Бугульмінсько-Леніногорськ.
Населення 9,6 тис. жителів (2009 рік), 10 580 у 2002 році.
Селище розташоване за 3 км на південний схід від Альметьєвська, вище за течією Степового Зая. Через селище проходить тролейбусний маршрут № 1 (ТНГП — Ринок № 2).

## Історія
Статус селища міського типу — з 1966 року.

## Економіка
Видобуток нафти і газу, газопереробний і цегельний заводи.

## Визначні пам'ятки
Музей історії селища Нижня Мактама
1. ↑  ЗКТМУ
2. ↑  https://rosstat.gov.ru/storage/mediabank/tab-5_VPN-2020.xlsx